# 아인트라흐트 프랑크푸르트 (여자)
아인트라흐트 프랑크푸르트(독일어: Eintracht Frankfurt e.V.)의 여성팀은 프랑크푸르트암마인을 연고로 하는 독일의 프로 여자 축구 클럽이다. 1973년에 설립된 여자 축구 클럽인 SG 프라운하임(SG Praunheim)이 전신이며, 1998년에 1. FFC 프랑크푸르트(독일어: 1. FFC Frankfurt)를 거쳐, 2020년 6월에 남자 축구팀인 아인트라흐트 프랑크푸르트에 인수 합병되며 아인트라흐트 프랑크푸르트 산하의 여자 축구팀이 되었다. 현재 독일의 여자 축구 리그인 프라우엔-분데스리가에 참여하고 있다.

## 성적
- 프라우엔-분데스리가

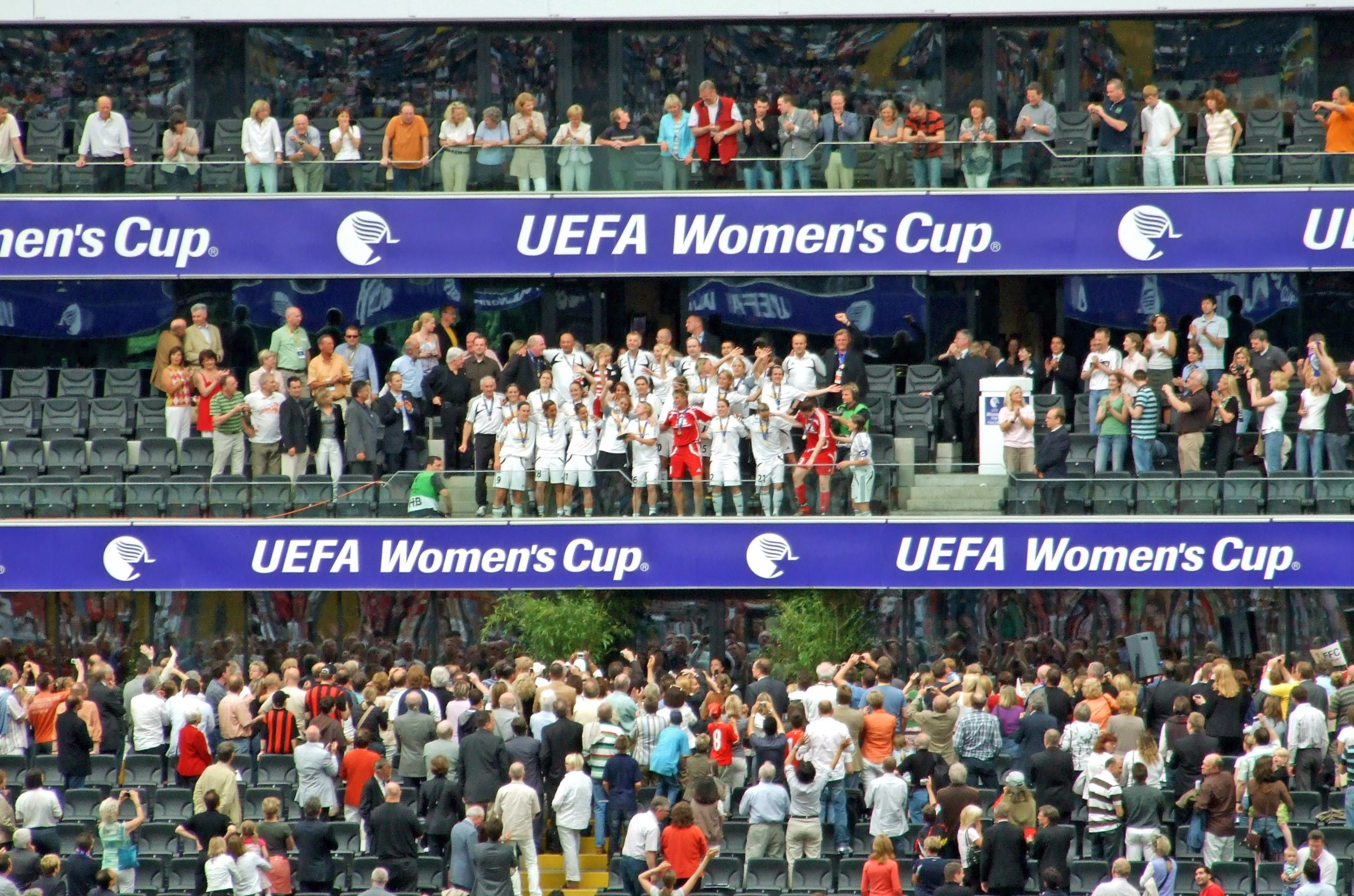
2008년 당시 UEFA 우먼스 컵 결승전 경기후의 모습

  - 우승 (7회): 1998–99, 2000–01, 2001–02, 2002–03, 2004–05, 2006–07, 2007–08 (최다 기록)
  - 준우승 (6회): 1995–96, 1997–98, 1999–00, 2003–04, 2010–11, 2013–14
- DFB-포칼
  - 우승 (9회): 1998–99, 1999–2000, 2000–01, 2001–02, 2002–03, 2006–07, 2007–08, 2010–11, 2013–14 (최다 기록)
  - 준우승 (6회): 2003–04, 2004–05, 2005–06, 2011–12, 2020–21
- UEFA 우먼스 컵/UEFA 여자 챔피언스리그
  - 우승 (4회): 2001–02, 2005–06, 2007–08, 2014–15
  - 준우승 (2회): 2003–04, 2011–12
- DFB-할렌포칼
  - 우승 (7회): 1997, 1998, 1999, 2002, 2003, 2008, 2012
- 레기오날리가 쥐트: 2018
- 헤센리가: 2012, 2017
- 헤세 컵: 2013, 2019

## 역대 감독
| 감독    | 임기        |
| ------- | ----------- |
| 콜린 벨 | 2013 ~ 2015 |

## 같이 보기
- 아인트라흐트 프랑크푸르트